# Żydowo (powiat koszaliński)
Żydowo (dawniej niem. Sydow) – wieś w Polsce położona w województwie zachodniopomorskim, w powiecie koszalińskim, w gminie Polanów.

## Opis
Położona jest ok. 50 km od Koszalina. Znajduje się tu pierwsza w Polsce elektrownia szczytowo-pompowa „Żydowo”, wybudowana w latach 1963–1971.
Bardzo stare osiedle, czego dowodem są liczne w okolicy zabytki archeologiczne, grodziska, osady i cmentarzyska wczesnośredniowiecznych Słowian.  We wsi kościół ryglowy z XVIII wieku z wieżyczką krytą hełmem dzwonowym.
W latach 1975–1998 wieś położona była w województwie koszalińskim.